# Животные в космосе
До полётов людей в космос, в целях изучения биологического воздействия орбитальных и суборбитальных полётов на живой организм, в космос запускали животных, в том числе наиболее близких человеку по физиологии обезьян. До первого полёта человека в космос полёты животных имели цель проверить, могут ли будущие космонавты выжить после полёта, и если да, то как полёт может сказаться на их здоровье. В эпоху пилотируемой космонавтики животных посылали в космос для изучения различного рода биологических процессов, эффектов микрогравитации и в других научно-исследовательских целях.

## Собаки

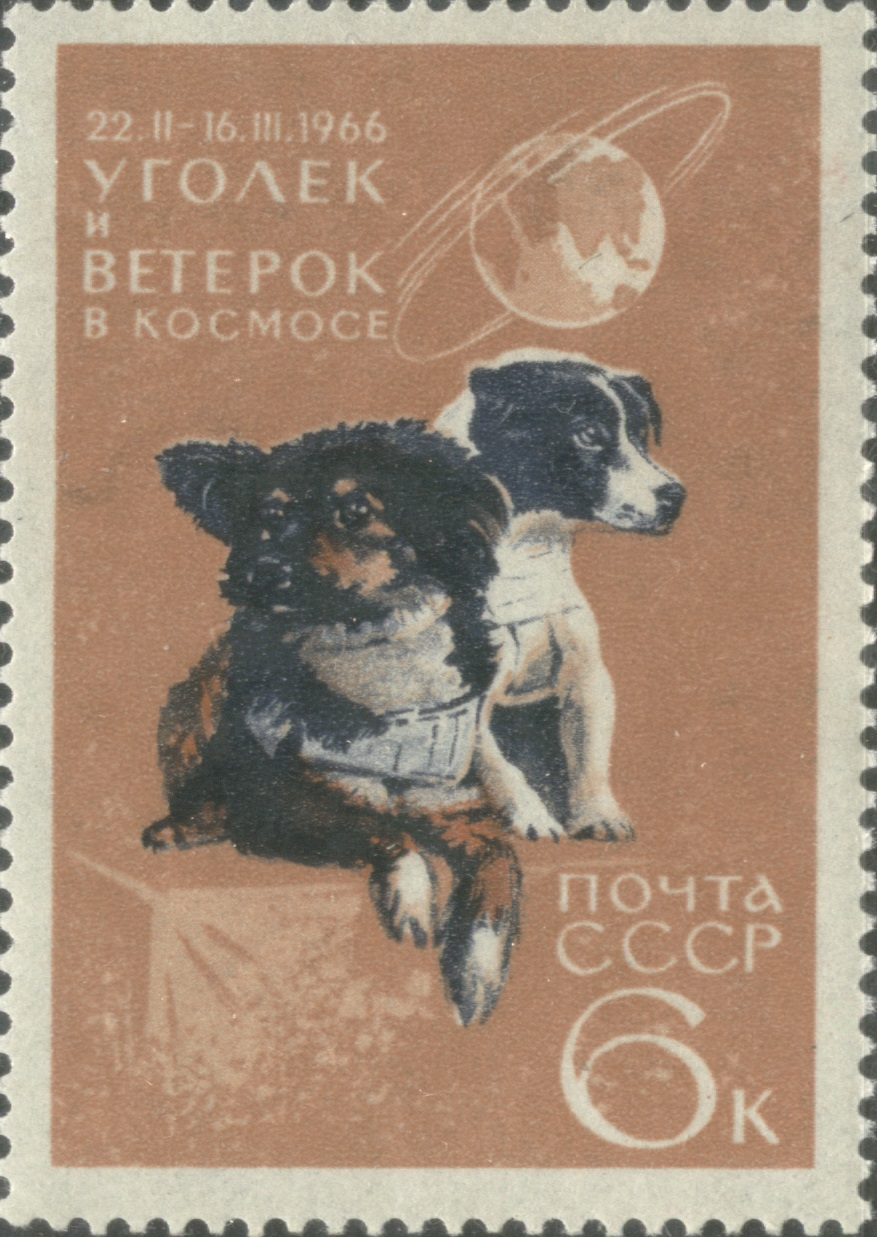
Почтовая марка СССР. 1966. Уголёк и Ветерок в космосе

Серия биологических экспериментов с собаками включала проведение исследований по возможности полётов живых существ на геофизических и космических ракетах, наблюдение за поведением высокоорганизованных животных в условиях таких полётов, а также изучение сложных явлений в околоземном пространстве.
Учёными были проведены исследования воздействия на животных большинства факторов физического и космического характера: изменённой силы тяжести, вибрации и перегрузок, звуковых и шумовых раздражителей различной интенсивности, воздействия космического излучения, гипокинезии и гиподинамии. При проведении таких экспериментов в СССР дополнительно производились испытания систем аварийного спасения головных частей ракет с пассажирами.
Подавляющее большинство исследований с собаками было проведено в СССР в 1950-х и 1960-х годах. Тогда же, в 1960-х годах, несколько запусков ракет с собаками в верхние слои атмосферы осуществлялись в КНР.

## Обезьяны

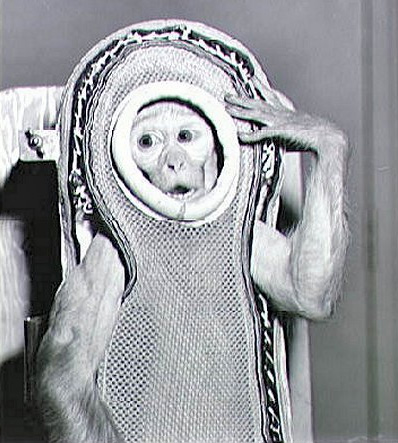
Макака-резус Сэм, побывавший в космосе на корабле Little Joe 2

Наиболее близкие к человеку по физиологии обезьяны многократно запускались в суборбитальные и орбитальные полёты как до, так и после первого полёта в космос человека. США запускали обезьяну в космос первоначально в 1948—1961 и по одному полёту в 1969 и в 1985 годах. В суборбитальные полёты запускали обезьян Франция в 1967 году, Аргентина в 1969—1970 годах, Иран с 2011 года. Советский Союз и Россия запускали обезьян между 1983 и 1996 годами. Всего в космос летали 32 обезьяны; у каждой было только по одной миссии. Были использованы обезьяны из нескольких видов, в том числе макаки-резусы (большинство), макаки-крабоеды и обыкновенные беличьи обезьяны, а также свинохвостые макаки. В рамках программы «Меркурий» в США летали шимпанзе Хэм и Энос.
На раннем этапе смертность среди подопытных обезьян была очень высокой: более половины животных, участвовавших в запусках США в 1940-е — 1950-е, погибли во время миссий или вскоре после них. Впоследствии безопасность полётов значительно выросла: обезьяны, запускавшиеся СССР и США в 1980-е и позднее, как правило, оставались целы.

## Кошки
Достоверно подтверждён единственный запуск кошки в космос. Он был осуществлён Францией 18 октября 1963 года. В суборбитальный полёт отправилась кошка Фелисетт, которая достигла высоты более 100 км и благополучно вернулась на землю. После полёта её усыпили для изучения.
24 октября Франция попыталась запустить в космос вторую кошку, но произошла авария ракеты-носителя.
Существуют многочисленные утверждения о том, что первым представителем вида в космосе был кот Феликс, также запущенный Францией. Это нашло отражение в том числе на нескольких почтовых марках, посвящённых космическим исследованиям. Однако по словам хирурга Жерара Шателье, принимавшего непосредственное участие в космической программе Франции, такого кота никогда не существовало.
В 1958 году американские газеты писали о подготовке Бразилией запуска в космос кошки 1 января 1959 года, однако подтверждений, что полёт состоялся, не найдено.
В 2013 году Иран, после успешного запуска в космос обезьяны, заявлял о планах вывести в космос символ страны — персидского кота.

## Черепахи

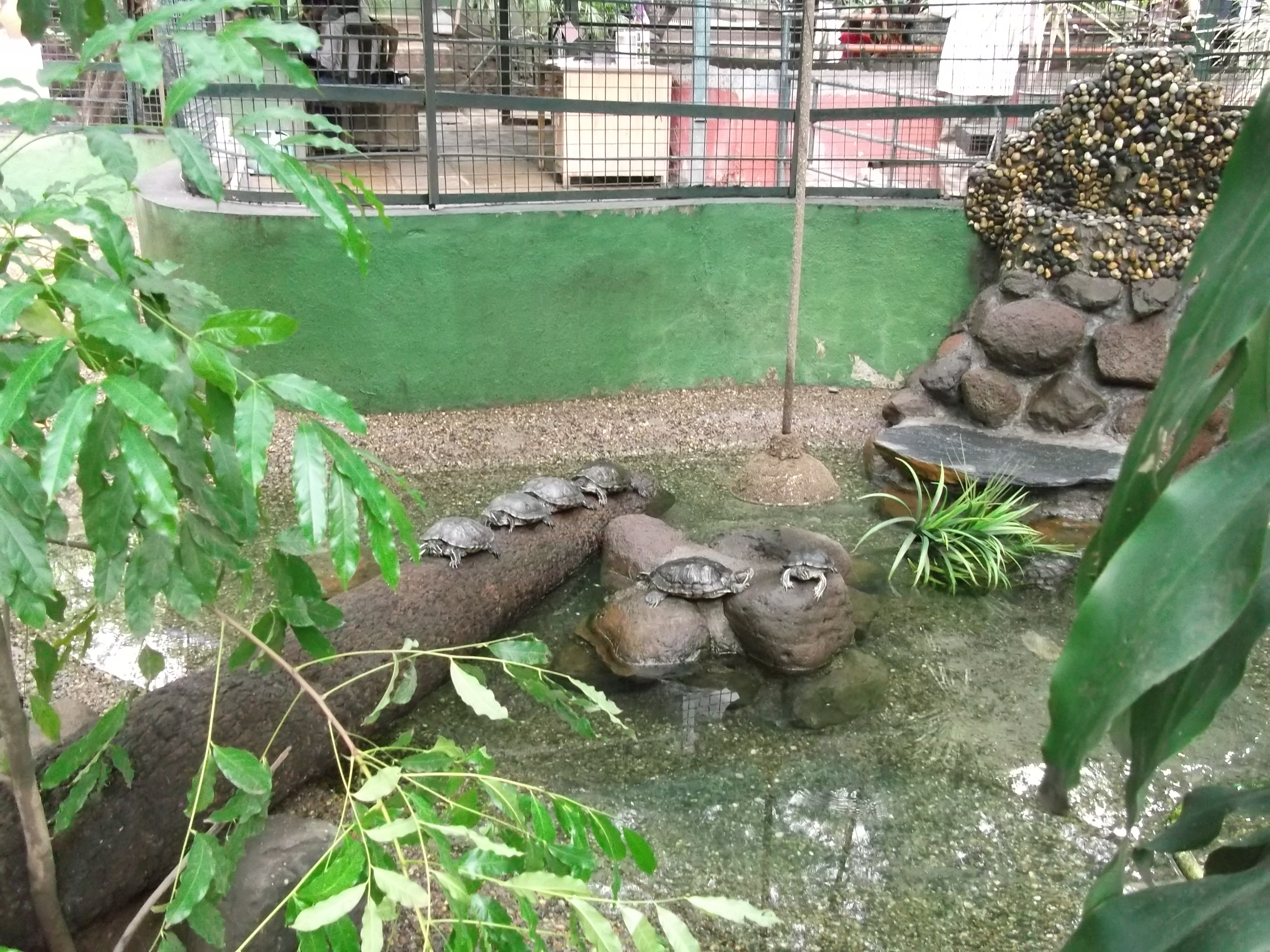
Осмотр черепах — первых животных, облетевших Луну на корабле «Зонд-5» (7К-Л1). Участвуют В. Д. Благов, Ю. П. Семёнов, В. А. Ремённый, А. Г. Решетин, Е. В. Шабаров и др.

В рамках лунной программы СССР лётно-конструкторские испытания корабля 7К-Л1 предусматривали изучить, как перегрузки повлияют на живые организмы. Успешный запуск корабля 7К-Л1 № 9 был осуществлён 15 сентября 1968 года. На борту беспилотного космического корабля, названного в печати «Зонд-5», находились живые объекты: две среднеазиатские черепахи, дрозофилы, хрущаки, традесканция с бутонами, клетки Хела в культуре, семена высших растений — пшеницы, сосны, ячменя, водоросль хлорелла на различных питательных средах, разные виды лизогенных бактерий и т. д. Черепахи были выбраны в качестве подопытных животных, поскольку им не требуется оборудование для кормления в невесомости — они могут не есть и не пить в течение полутора недель. «Зонд-5» впервые в мире совершил облёт Луны с животными на борту и через 7 суток после старта, 21 сентября 1968 года, вернулся к Земле, войдя в атмосферу со второй космической скоростью и приводнившись в акватории Индийского океана.
После возвращения на Землю черепахи были активными — много двигались, с аппетитом ели. За время эксперимента они потеряли в весе около 10 %. Исследование крови не выявило каких-либо существенных отличий у этих животных по сравнению с контрольными.
Аналогичные запуски с облётом Луны были выполнены на беспилотных кораблях «Зонд-6» (ноябрь 1968), «Зонд-7» (август 1969) и «Зонд-8» (октябрь 1970). Черепахи на борту «Зонда-6» погибли из-за падения спускаемого аппарата на Землю с высоты 5 км после нештатного отстрела парашюта. Черепахи, облетевшие вокруг Луны на «Зонде-7» и «Зонде-8», благополучно вернулись на Землю.
СССР также запускал черепах в орбитальные полёты на борту беспилотного космического корабля «Союз-20» 17 ноября 1975 года (в ходе их был установлен 90-суточный рекорд пребывания животных в космосе) и на борту орбитальной станции «Салют-5» 22 июня 1976 года.
3 февраля 2010 года две черепахи совершили успешный суборбитальный полёт на ракете, запущенной Ираном.

## Другие животные, побывавшие в космосе

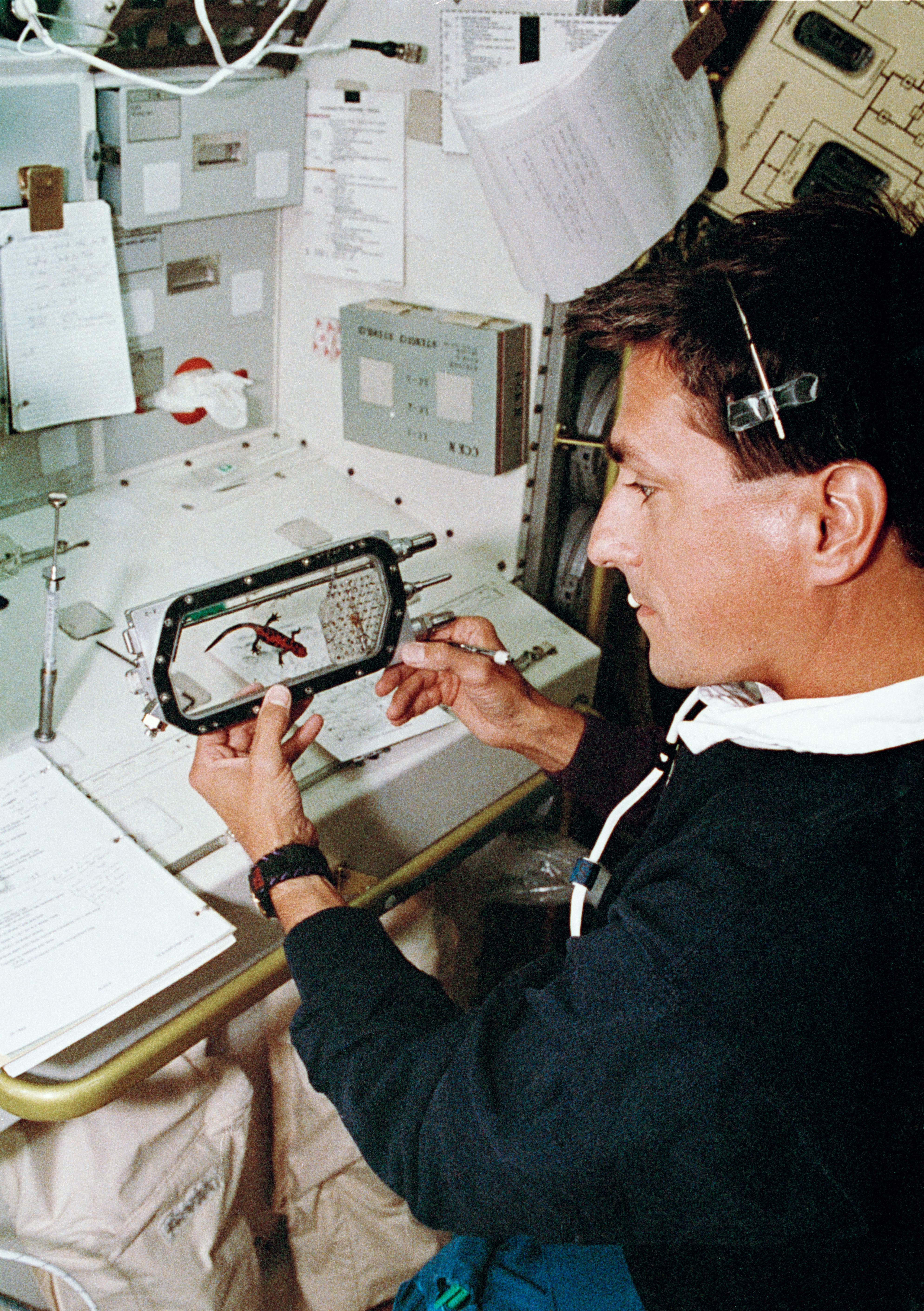
Тритон на борту Space Shuttle

В ходе как различных пилотируемых экспедиций, так и на беспилотных биоспутниках в космосе побывали кролики, морские свинки, крысы, мыши, перепела, тритоны, лягушки, улитки и некоторые виды рыб. Известны также попытки запуска хомяков и гекконов.
Первыми животными Земли, родившимися в космосе, являются тараканы, дети Надежды.